# 荷花乡
荷花乡，是中华人民共和国江西省吉安市井冈山市下辖的一个乡镇级行政单位。

## 行政区划
荷花乡下辖以下地区：
大庙村、东源村、虎岭村、高陇村、苍冲村和大苍村。